# ويليام هنري أندرسون
ويليام هنري أندرسون (بالإنجليزية: William Henry Anderson)‏ هو عالم حيوانات وعالم حشرات أمريكي، ولد في 21 نوفمبر 1908 في تشيسترفيلد في المملكة المتحدة، وتوفي في 13 نوفمبر 1997 في سنو هيل في الولايات المتحدة.